# East Hazel Crest, Illinois
East Hazel Crest là một làng thuộc quận Cook, tiểu bang Illinois, Hoa Kỳ. Năm 2010, dân số của làng này là 1543 người.

## Dân số
Dân số qua các năm:
- Năm 2000: 1607 người.
- Năm 2010: 1543 người.